# Juan Cabrera y Felipe
Juan Cabrera y Felipe (San Cristóbal de La Laguna, 21 de junio de 1898-Zaragoza, 14 de junio de 1976)  fue un físico español, catedrático y Rector de la Universidad de Zaragoza (1954-1968).

## Biografía

### Infancia y juventud: formación universitaria
Su padres fueron Blas Cabrera Topham y Antonia Felipe Cabrera, que falleció cuando él contaba apenas un año. Era hermano del físico Blas Cabrera. Fue educado por sus hermanas en Santa Cruz de Tenerife.   
En 1913 se trasladó a Madrid, con su hermano Blas. Realizó sus estudios universitarios en la facultad de Ciencias Físicas, en la Universidad de Madrid (1913-1917), con premio extraordinario de licenciatura. En la capital de España realizó el doctorado en 1919, sobre "la Velocidad de los Iones Gaseosos", consiguiendo el Premio Echegaray.

### Labor docente en Zaragoza e investigación en Europa
En 1920 ganó la Cátedra de Acústica y Óptica en la Facultad de Ciencias de la Universidad de Zaragoza (R.O. del 28 de mayo de 1920).  
En 1923 inició un periplo por diversas universidades europeas (París, Cambridge, Múnich y Bruselas) donde amplió sus investigaciones especializándose en los estudios de estructura por rayos X. En la capital francesa investigó junto con Maurice de Broglie, hermano de Louis de Boglie. De regreso a Zaragoza, el 25 de noviembre de 1935 fue nombrado decano de la facultad de Ciencias.   

#### Guerra civil española
Durante la guerra civil española, en septiembre de 1936, fue detenido en San Sebastián y encarcelado en Zaragoza, al estar acusado de pertenecer al Socorro Rojo Internacional y cesado como decano e inhabilitado como catedrático. Él nunca se posicionó políticamente  en público. En conversaciones privadas manifestó su simpatía por Maura. Durante su cautiverio, el Teniente Coronel José Dávila, le salvó la vida al impedir que le trasladaran a otra cárcel, con el propósito de asesinarle en el camino. Pasado el tiempo, el Teniente Coronel Dávila fue profesor Adjunto en la Facultad de Ciencias de la Universidad de Zaragoza y consuegro de Juan Cabrera.

### Reincoporporación a la Universidad
Tres años después del fin de la Guerra fratricida, en 1942 Cabrera y Felipe fue reincorporado a sus tareas docentes en la Universidad de Zaragoza, siendo titular de la Cátedra de Electricidad y Magnetismo en la Facultad de Ciencias (R.O. del 13 de enero de 1942).  
Años después, el 24 de marzo de 1954 fue nombrado Decano de la Facultad de Ciencias (por segunda vez), y poco después Rector de la Universidad de Zaragoza, donde permaneció hasta su jubilación en 1968. En 1957 fue nombrado profesor titular de Electrónica.

### Matrimonio
El 17 de junio de 1926 se casó en Zaragoza con María Luisa Pérez-Cistué Castellano. El matrimonio tuvo tres hijos, si bien fallecieron dos.

## Premios y distinciones
Fue nombrado representante del Consejo de Rectores de las Universidades en el Comité Permanente de Rectores y Vicecancilleres de las universidades europeas, y delegado español en el Comité de Enseñanza Superior e Investigación del Consejo de Europa. 
El 28 de noviembre de 1964 recibió junto con Miguel Sancho Izquierdo el primer doctorado honoris causa, otorgado por la Universidad de Navarra. Fue su padrino, el catedrático Francisco Sancho Rebullida.

## Publicaciones
- "Introducción a la Física Teórica", en el que recoge las distintas vertientes de la Física. & ediciones. A partir de la 3.ª edición se dividió en dos volúmenes.